# Lindesbergs samrealskola och kommunala gymnasium
Lindesbergs samrealskola och kommunala gymnasium var ett läroverk i Lindesberg verksamt från 1893 till 1968.

## Historia
Skolan hade sitt ursprung i den pedagogi som inrättades i Lindesberg 1644, som på 1850-talet ombildats till en gymnasieförberedena pedagogi, Lindesbergs pedagogi. Efter många och långa debatter skrotades inför läsåret 1893–1894 den gamla pedagogin och i stället inrättades Lindesbergs elementarskola för gossar och flickor, vilket även innebar att pedagogin slogs samman med den 1871 grundade Pieperska flickskolan, som 1887 omändrats till elementarskola för flickor. Den nya elementarskolan övertog pedagogins skolhus vid Kungsgatan, dess bibliotek och inventarier. Sedan Folkskolan 1910 lämnat byggnaden och flyttat över till en ny byggnad vid Fingerboängen renonoverades skolhuset vid Kungsgatan för att enbart rymma elementarskolan. 1 juli 1920 ombildades skolan till kommunal mellanskola som 1947 blev samrealskola. Som skolbyggnad användes från 1910 Strandskolan.
Från 1959 tillkom ett kommunalt gymnasium. 1964  började en nyuppförd skollokal användas och den gamla övergavs 1965. Skolan benämndes efter kommunaliseringen 1966 Lindesskolan.. Studentexamen gavs från 1962 till 1968 och realexamen från 1910 till 1966.